# Lashi Zhen (köping i Kina)
Lashi Zhen (kinesiska: 拉市, 拉市镇) är en köping i Kina. Den ligger i provinsen Yunnan, i den sydvästra delen av landet, omkring 320 kilometer nordväst om provinshuvudstaden Kunming.
Genomsnittlig årsnederbörd är 1 057 millimeter. Den regnigaste månaden är juli, med i genomsnitt 357 mm nederbörd, och den torraste är november, med 2 mm nederbörd.